# 森竹竹市
森竹 竹市（もりたけ たけいち、1902年2月23日 - 1976年8月3日）は、昭和時代の歌人。違星北斗やバチェラー八重子とともにアイヌ三大歌人に数えられる。筑堂と号する。

## 経歴
北海道白老郡白老のコタンに父エヘチカン、母オテエの長男として生まれる。父の急逝により家は窮乏におちいり、9歳から漁場で働くようになる。1915年に白老第二尋常小学校を卒業後、石狩・厚田・臼谷（小平町）・留萌の鰊漁場に出稼ぎに行く。白老郵便局長・満岡伸一の好意により1917年から郵便局に勤める。1919年に白老駅夫を拝命し、正職員となるため勉学に励む。1923年に札幌鉄道局雇員採用試験に合格。1927年に札幌鉄道局雇員を拝命し、以後は追分・佐瑠太（富川）・苫小牧・静内に貨物掛として転勤する。1935年、静内町で更正同志会を結成し、会長となる。同じ年に依願退職し、故郷の白老で漁業に従事、翌年から食堂を経営する。1938年に村会議員の補欠選に当選し、1期を勤める。
1946年に設立された北海道アイヌ協会では常任幹事に就任。1961年に改称された北海道ウタリ協会では顧問となり、昭和新山アイヌ記念館の館長にも就任する。1967年に白老町立白老民俗資料館が設立され、その初代館長となる。

## 文学
年少の頃世話になった白老郵便局長の満岡伸一は、アイヌ民族研究家であるとともに俳人であった。1923年、21歳の時には青吟社・老蛙会に入会し、俳号を「筑堂」とし句作を本格的に始め、新聞などに短歌や俳句を投稿するようになった。1929年から歌人・並木凡平に師事し、彼が主宰する『青空』に短歌を投稿するようになる。1931年に同人誌『黎明』に初めて詩を発表する。アイヌ語による詩も手がけ、このような試みは今日まであまり例を見ない。1972年に同人誌『しらおい文芸』を発刊し、地域の後進を育成している。
詩人の新谷行は森竹の詩集『原始林』について、違星北斗やバチェラー八重子にくらべるとアイヌ民族復興の願いは間接的な表現になっている、と評し、それは日本全体が軍国主義へと向かっている中で、用心深くなっていたためであろうと推測する。敗戦直後から、森竹の言行は「あいぬ民族の明確化」へと向かう。

## 著作
生前に出た著作は『若きアイヌの詩集 原始林』（1937年）と『今昔のアイヌ物語』（1955年）であり、いずれも自費出版だった。その死後である1977年に遺稿集『レラコラチ』が発行され、さらに森竹竹市研究会により『森竹竹市遺稿集』が2005年と2009年に発行され、伝承（ウェペケレ・ユカラ・祈詞など）と評論が残されている。